# Carpelimus conformis
Carpelimus conformis är en skalbaggsart som beskrevs av Richard Eliot Blackwelder 1943. Carpelimus conformis ingår i släktet Carpelimus och familjen kortvingar. Inga underarter finns listade i Catalogue of Life.